# Aspidaspis dentiloba
Aspidaspis dentiloba är en insektsart som beskrevs av Kaussari och Alfred Serge Balachowsky 1953. Aspidaspis dentiloba ingår i släktet Aspidaspis och familjen pansarsköldlöss.
Artens utbredningsområde är Iran. Inga underarter finns listade i Catalogue of Life.